# Майсор
Вижте пояснителната страница за други значения на Майсор.
Кралство Майсор (1399 – 1947) е кралство в Южна Индия, за което традиционно се вярва, че е основано през 1399 г. в околността на съвременния град Майсор.

## История
Кралството, управлявано от семейство Водеяр, първоначално служи като васал на империята Виджаянагара. С упадъка на империята (ок.1565), то става независимо.
През 17 век Майсор стабилно разширява територията си под управлението на Нарасараджа Водеяр I и Чика Девараджа Водеяр. Кралството анексира обширни простори от днешна южна Карнатака и части от Тамил Наду и става мощна държава в Южен Декан.
Кралството достига апогея на военната си мощ и владичество през втората половина на 18 век под управлението на де факто владетеля Хайдер Али и неговия син Типу Султан. По това време то влиза в конфликт с Маратхската империя, британците и низама на Хайдерабад, което кулминира в четирите Англо-майсорски войни. Успехът в първите две войни е последван от поражение в третата и четвъртата. След смъртта на Типу в четвъртата война през 1799 г. големи части от кралството му са анкесирани от британците, което става сигнал за края на периода на майсорска хегемония над Южен Декан. Британците обаче възстановяват Водеярите на техния трон чрез субсидиарен съюз и смаления Майсор сега е трансформиран в княжеска държава. Водеяр продължават да управляват държавата до Индийската независимост през 1947, когато Майсор се присъеднива към Индийския съюз.
Още като княжеска държава Майсор се числи сред по-модерните и урбанизирани региони на Индия. През този период (1799 – 1947) Майсор също става един от важните центрове на изкуството и културата в Индия. Майсорските крале са не само изтъкнати поддръжници на литературата и учените, те са също ентисиазирани благодетели и тяхното наследство продължава да влияе на музиката и изкуството и днес.